# ニケフォロス3世ボタネイアテス
ニケフォロス3世ボタネイアテス（ギリシア語：Νικηφόρος Γ' Βοτανειάτης （Nikēphoros III Botaneiatēs）, 1002年頃 - 1081年12月10日）は、東ローマ帝国ドゥーカス王朝の皇帝（在位：1078年 - 1081年）。

## 生涯
時の皇帝ミカエル7世ドゥーカスの代、帝国はセルジューク朝の侵攻や皇位をめぐる内紛、財政破綻などから混乱を極め、各地の有力者による内乱も頻繁に勃発していた。このような中、アナトリコン・テマの長官であったニケフォロスは小アジアで反乱を起こし、1078年に首都コンスタンティノポリスで起きた反乱によって退位したミカエル7世の後を継いで、皇帝として即位した。このときニケフォロスは、ミカエル7世の皇后であったマリアと結婚している。
ニケフォロス3世には男児が無く、マリアとの間にも子供に恵まれなかったため、ミカエル7世とマリアとの間に生まれていた息子コンスタンティノスを後継者に指名した。しかし、それに不満を抱いた貴族の反乱やセルジューク朝の侵攻などの対策に追われ、内政を顧みる余裕が無く、先代からの帝国の混乱は続いた。1081年、アレクシオス・コムネノス（のちのアレクシオス1世コムネノス）が反乱を起こして首都へ進軍してくると、ニケフォロス3世は退位を余儀なくされ、修道院へ隠退した。

## 補足
中国の正史『宋史』巻490によると、北宋の元豊4年（1081年）、「拂菻」国の王「滅力伊霊改撒」の使者が北宋を訪れて貢ぎ物を献上した。これをニケフォロス3世ボタネイアテス、ないし先帝のミカエル7世（みかえる・かいざー）の遣使と見なす説がある。